# Booz Allen Hamilton
Pour les articles homonymes, voir Booz et BAH.
Booz Allen Hamilton Inc. (officieusement : Booz Allen ou BAH) est une entreprise américaine de conseil en management basée à Tysons Corner dans le comté de Fairfax en Virginie. Elle possède 80 autres bureaux aux États-Unis.
Son activité principale est la prestation de services de gestion, de technologie et de sécurité, principalement aux agences gouvernementales civiles et en sécurité et aux organismes de défense et de renseignement, ainsi que des services civils et commerciaux. 
Booz Allen Hamilton se classait en 2023 au 18e rang mondial pour la production d'armement.
Le principal client de Booz Allen Hamilton est le Gouvernement fédéral des États-Unis, qui est à l'origine de 98 % de son chiffre d'affaires.

## Historique de la société

Une photographie des associés fondateurs de Booz Allen.

Booz Allen Hamilton, fondée en 1914, est l'une des plus anciennes sociétés de conseil en management dans le monde. À la fin des années 1950, Time Magazine surnomme le cabinet « le plus grand, le plus prestigieux cabinet de conseil de gestion du monde ». En 1970, Booz Allen rend publique une offre initiale de 500 000 actions à 24 $ par action.
En août 2008, l'ancienne société mère de Booz Allen Hamilton est divisée en deux. Le nom « Booz Allen Hamilton » est retenu par la moitié se concentrant sur les activités gouvernementales aux États-Unis, la société « Booz & Company » regroupant le reste des activités, notamment celles sur la stratégie des entreprises et les activités gouvernementales à l'international. Booz Allen Hamilton est détenue en majorité par la firme de private equity The Carlyle Group.  
Booz & Company est ensuite acquise par PricewaterhouseCoopers (PwC) le 3 avril 2014. 
Le 17 novembre 2010, les actions de Booz Allen se négocient à la Bourse de New York, et Ralph W. Schrader, le président de l'époque, sonne la cloche d'ouverture le 2 janvier 2014.
L'activiste des droits de l'homme et lanceur d'alerte américain Edward Snowden fut l'un des employés de Booz Allen Hamilton, de 2009 à 2013, l'année de la révélation de l'affaire d'espionnage de masse de la NSA.
Harold T. Martin, accusé en 2016 d'avoir volé des données à la NSA et d'être lié à la fuite de données des Shadow Brokers, est un ancien employé de Booz Allen Hamilton,.
En 2024, sur les 11 milliards de dollars de revenus annuels générés par Booz Allen Hamilton, 98 % provenaient ds contrats et de missions pour le Gouvernement fédéral des États-Unis.